# Dermatopatología

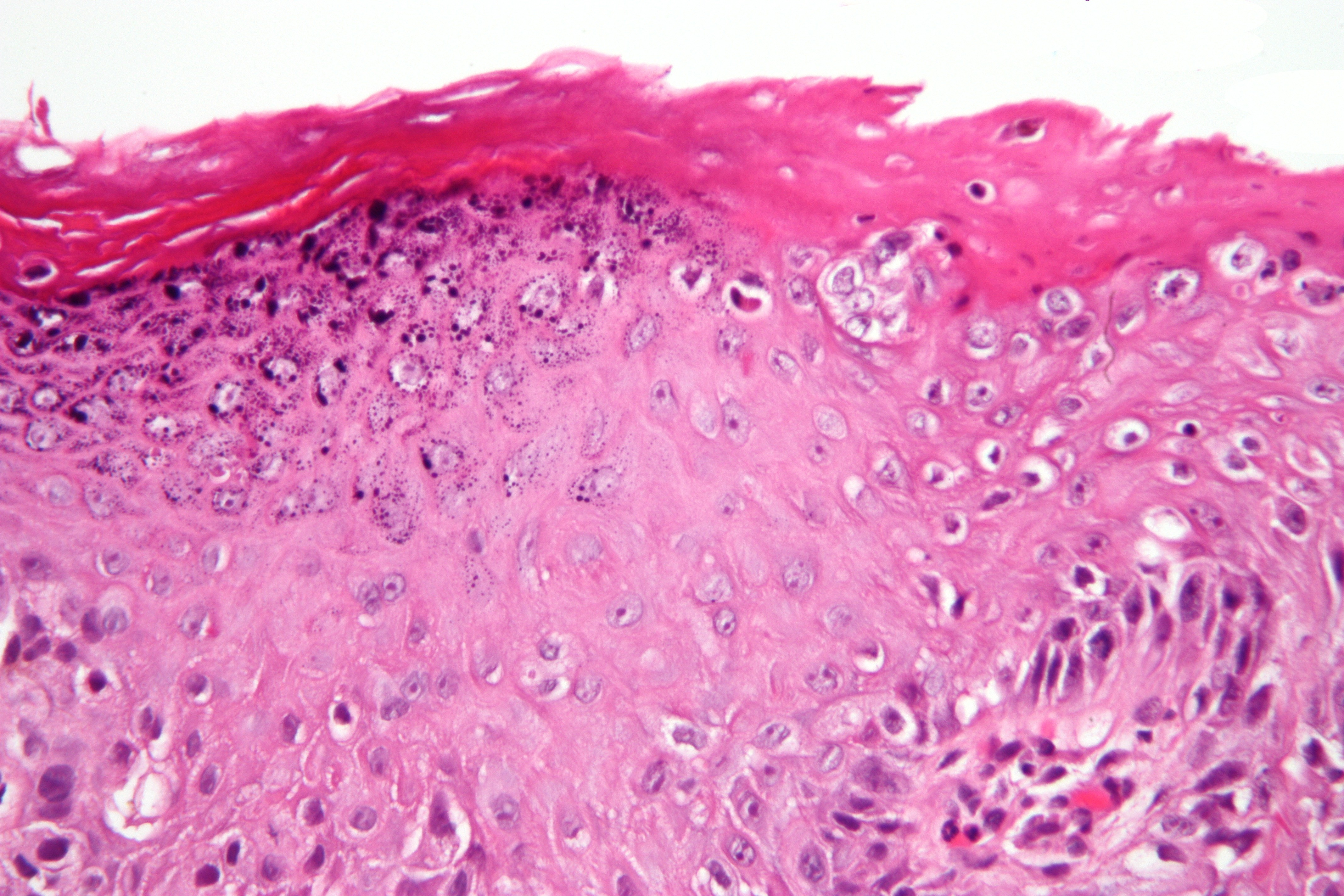
Enfermedad de Paget extramamaria, corte de piel ampliado bajo un microscopio, un ejemplo del tipo de muestras procesadas y estudiadas por dermatopatología.

La dermatopatología es una subespecialidad de la dermatología y de la patología quirúrgica interesada en las enfermedades de la piel a nivel microscópico. Los dermatopatólogos trabajan en estrecha colaboración con los dermatólogos; de hecho, muchos médicos dominan ambas especialidades.

## Alcance
La dermatopatología es el estudio de las enfermedades de la piel a un nivel microscópico. Abarca tanto el diagnóstico de los pacientes mediante el examen de biopsias de la piel, y el estudio de las causas, o patogénesis de las enfermedades de la piel a nivel celular.
Los dermatólogos reconocen la mayoría de las enfermedades de la piel sobre la base de su apariencia, su distribución en el cuerpo y el comportamiento con el tiempo. En ocasiones, estos criterios no son suficientes y una biopsia de la piel se toma para ser examinada bajo el microscopio. Este examen microscópico revela la histología de la enfermedad y aclara el diagnóstico. En ocasiones, hay necesidades adicionales de pruebas que deben realizarse en muestras de piel, como la inmunofluorescencia, la microscopía electrónica o la citometría de flujo.
Uno de los mayores desafíos de la dermatopatología es el elevado número de diferentes enfermedades de la piel. Se calcula que hay unos 1500 diferentes erupciones cutáneas y tumores de piel, incluyendo variantes, y no hay un médico que haya sido testigo de todas ellas. Por lo tanto, la dermatología y la dermatopatología se encuentran entre las más complejas especialidades de la Medicina.

## Certificación
La certificación en dermatopatología en los Estados Unidos requiere de la realización de cuatro años en la escuela de medicina, seguido por la residencia de capacitación de tres años, ya sea en dermatología o patología anatómica. Seguido de uno a dos años de formación en dermatopatología. Para los alumnos con experiencia en Patología, la formación incluye el equivalente de 6 meses de dermatología clínica, y para aquellos cuya formación está en Dermatología, se requieren seis meses de formación en Patología. 
Dermatopatología es considerada la más competitiva de las subespecialidades en Patología Anatómica. En los Estados Unidos, se obtiene primero certificación por la Junta Americana de Patología y Dermatología, o la Junta Osteopática Americana de Patología y Dermatología, entonces se obtiene la certificación en la subespecialidad en dermatopatología. Desde 2003, la Junta Internacional de Dermatopatología certifica candidatos procedentes de países distintos de los Estados Unidos por un examen dado en Europa.